# BMW Z1
BMW Z1 je prvi roadster u seriji BMW-a. Baziran je na E30 325i modelu što znači da koristi njegov 2,5 litreni 170 ks snažan motor i getragov 5 ručni mjenjač i prednji ovjes. Stražnji ovjes je nanovo dizajniran i Z1 je bio jedan od prvih BMW modela s multilink stražnjim ovjesom, inačicu ovog ovjesa kasnije koristi E36 serija 3.